# Vuotsukkavaara
Vuotsukkavaara är en kulle i Finland.   Den ligger i Kittilä i landskapet Lappland, i den norra delen av landet, 800 km norr om huvudstaden Helsingfors. Toppen på Vuotsukkavaara är 302 meter över havet.
Terrängen runt Vuotsukkavaara är huvudsakligen platt, men västerut är den kuperad. Trakten runt Vuotsukkavaara är nära nog obefolkad, med mindre än två invånare per kvadratkilometer.